# Del Amitri
I Del Amitri sono un gruppo alternative rock scozzese formatosi nel 1983 a Glasgow e il cui nome venne scelto per il suono vagamente italianeggiante delle parole..

## Formazione

### Membri attuali
- Justin Currie
- Iain Harvie
- Andy Alston
- Ashley Soan
- Kris Dollimore

### Ex componenti
- Donald Bentley
- James M Scobbie
- Paul Tyagi
- Bryan Tolland
- Mick Slaven
- David Cummings
- Brian McDermott
- Jon McLoughin
- Mark Price

## Discografia

### Album studio
- 1985 - Del Amitri
- 1989 - Waking Hours
- 1992 - Change Everything
- 1995 - Twisted
- 1997 - Some Other Sucker's Parade
- 2002 - Can You Do Me Good?
- 2021 - Fatal Mistakes

### Raccolte
- 1998 - Hatful of Rain: The Best of Del Amitri
- 1998 - Lousy with Love: The B-Sides
- 2007 - The Collection

### Live
- 2014 - Into the Mirror: Del Amitri Live in Concert